# Comité de Actividades Antiestadounidenses

Acompañado de un grupo de periodistas, Martin Dies Jr. (al centro), presidente del Comité Dies, corrige la carta que da respuesta a las acusaciones del presidente Franklin D. Roosevelt (26 de octubre de 1938).

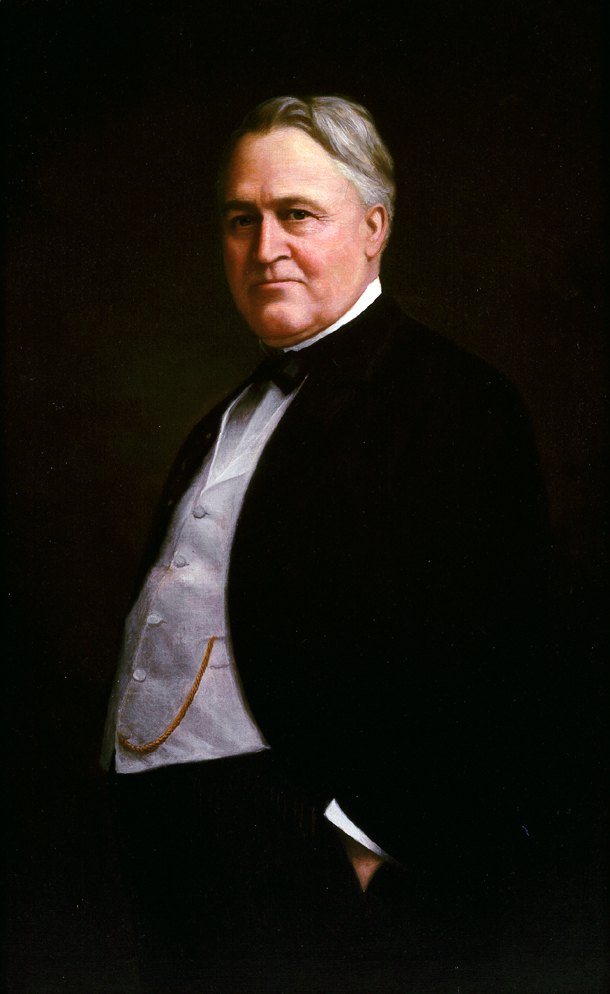
Lee Slater Overman encabezó, en 1919, la primera investigación llevada a cabo por el Congreso de los Estados Unidos acerca del comunismo.

El Comité de Actividades Antiestadounidenses —traducido como Comité de Actividades Antiamericanas (House Un-American Activities Committee o House Committee on Un-American Activities), siglas en inglés: HUAC y HCUA— fue un comité investigador de la Cámara de Representantes del Congreso de los Estados Unidos, activo desde 1938 hasta 1975. En 1969, la cámara cambió el nombre del comité por el de Comité de Seguridad Interna. Cuando la cámara abolió el comité en 1975, sus funciones se transfirieron al Comité Judiciario.[cita requerida]
Las investigaciones anticomunistas del comité suelen confundirse con las llevadas a cabo por Joseph McCarthy, quien, considerando que ocupaba el cargo del senador, no estuvo involucrado con este comité, perteneciente a la Cámara de Representantes. Su precursor fue el Overman Committee.

## Comité Especial de Actividades Antiestadounidenses (1934-1937)
De 1934 a 1937, el Comité Especial de Actividades Antiestadounidenses Autorizado a Investigar la Propaganda Nazi y Ciertas Actividades de Propaganda, presidido por John W. McCormack y Samuel Dickstein, realizó audiencias públicas y privadas en seis ciudades, interrogó a cientos de testigos y recolectó testimonios que ocuparon 4300 páginas. Su mandato era obtener "información acerca de cómo la propaganda subversiva extranjera había ingresado a los Estados Unidos y sobre las organizaciones que se encargaban de difundirla".[cita requerida]
El comité investigó y respaldó la acusación de que existía una conspiración fascista para tomar la Casa Blanca, conocido como el Business Plot. Fue reemplazado por uno similar que se concentraba en la persecución de comunistas.[cita requerida]
Sus registros se encuentran en la Administración de Registros y Archivos Nacionales de los Estados Unidos (NARA) como documentos relacionados con la HUAC.[cita requerida]

## Comité de Investigación Especial (1938-1944)
En mayo de 1938, se fundó el Comité de Actividades Antiestadounidenses (HUAC), como un comité de investigación especial. Como lo presidían Martin Dies Jr. y Samuel Dickstein, también se lo conoce como el Dies Committee (Comité Dies). Su objetivo principal era investigar la participación de estadounidenses de origen alemán en actividades nazis y del Ku Klux Klan. Con respecto a este último, el comité no tomó medida alguna.[cita requerida] Cuando Ernest Adamson, consejero en jefe del comité, anunció que se había determinado que no había suficiente información que justificara una investigación exhaustiva, John E. Rankin, otro de los miembros, agregó que "después de todo, la KKK es una antigua institución estadounidense". 
En su lugar, la HUAC se concentró en investigar la posibilidad de que el Partido Comunista de los Estados Unidos se hubiera infiltrado en la Works Progress Administration, incluido el Proyecto de Teatro Federal.En 1939, Hallie Flanagan directora del Proyecto de Teatro Federal fue acusada de tener vínculos con el comunismo. Hallie negó esas acusaciones en una carta abierta a Clifton Woodrum, Presidente del Subcomité de Asignaciones, pero fue en vano, y FTP fue clausurado en julio de 1939.
Ha pasado a la historia del ridículo el episodio del juicio en el que el presidente del tribunal, Joe Starnes, escandalizado por una conclusión que atribuía a la propia Flanagan, cuando en realidad se trataba de una cita del dramaturgo de la época isabelina Christopher Marlowe, le preguntó a Hallie si el tal Marlowe pertenecía al Partido Comunista. De nada serviría que ella le explicase que se trataba de un predecesor de Shakespeare, del mismo modo que otras citas que habían despertado los recelos del tribunal correspondían a sabios griegos como Eurípides. Starnes, por su parte, cerró el tema criticando con sorna la preocupación de los griegos por la lucha de clases.
El Dies Committee también llevó a cabo una breve investigación sobre los campos de concentración en los Estados Unidos en los que se encontraban ciudadanos estadounidenses de origen japonés, en la costa oeste. La investigación se relacionaba con la seguridad en dichos campos, las mafias de jóvenes que se suponía que operaban dentro de ellos, el aprovisionamiento de comida y la liberación de los internados. A excepción del representante Herman P. Eberharter, los miembros parecían apoyar esos campos.[cita requerida]
En 1939, el comité investigó a líderes del American Youth Congress (Congreso de la Juventud Estadounidense), organización afiliada a la Internacional Comunista.[cita requerida]
Resultó paradójico que el congresista Samuel Dickstein, vicepresidente del comité, apareciera en documentos soviéticos como agente comunista de la NKVD.

## Comité Permanente (1945-1975)
El Comité de Actividades Antiestadounidenses se convirtió en un comité permanente en 1945. El representante Edward J. Hart de Nueva Jersey pasó a ocupar el cargo de presidente.
Siguiendo lo dispuesto por la Ley de Derecho Público 601, que sancionó el 79.º Congreso, el comité de nueve representantes investigó a los sospechosos de subversión o propaganda que atacaran "la forma de gobierno que garantiza la Constitución de los Estados Unidos de América".[cita requerida]
El comité, por lo tanto, centró sus investigaciones en los comunistas y en quienes eran sospechosos de serlo, cuya posición social les ofrecía, al menos en apariencia, la oportunidad de ejercer influencia sobre los estadounidenses. La primera de estas examinó las acusaciones de comunistas dentro del Federal Theatre Project en 1938.[cita requerida]
En 1948, la indagación de los cargos de espionaje contra Alger Hiss significó un hecho importante para la HUAC. Luego de que el juicio terminara en la condena de Hiss por perjurio, muchos se convencieron del beneficio de los comités del Congreso para desvelar la subversión comunista.

### La lista negra de Hollywood
En 1947, el comité sostuvo audiencias durante nueve días por acusaciones de propaganda e influencia comunista en la industria cinematográfica de Hollywood. Al negarse a contestar algunas preguntas del comité, los Diez de Hollywood fueron sentenciados por desacato, lo que llevó a que la industria los pusiera en la lista negra. Con el paso del tiempo, el sabotaje por parte de los estudios se extendió a más de trescientos artistas y afectó a directores, locutores, actores y, en especial, guionistas. Solo el diez por ciento pudo reconstruir su carrera en la industria del entretenimiento. En cuanto a los demás, algunos se vieron forzados a emigrar para continuar trabajando, como en el caso de Charles Chaplin, mientras que otros escribían bajo pseudónimos o utilizando el nombre de colegas.[cita requerida]
En ese año, los ejecutivos de los estudios declararon al comité que, a pesar de que las películas bélicas como Mission to Moscow, La estrella del norte y Song of Russia podrían considerarse como propaganda a favor de la Unión Soviética, eran valiosos en el contexto del esfuerzo de los Aliados de la Segunda Guerra Mundial y que incluso se producían a petición de los funcionarios de la Casa Blanca, como en el caso de Mission to Moscow. En respuesta a las investigaciones del Comité, aumentó el número de estudios cinematográficos que produjeron películas de propaganda anticomunista y antisoviética como, por ejemplo, Big Jim McLain, de John Wayne, Guilty of Treason (sobre la terrible experiencia y el juicio a József Cardinal Mindszenty), The Red Menace, The Red Danube, I Married a Communist, Red Planet Mars y I Was a Communist for the FBI. Esta última fue nominada en 1951 a un Oscar al mejor documental largo y se transformó en una serie para radio. Universal Studios fue el único estudio cinematográfico que no participó en esta clase de películas.

### El deterioro
A raíz de la moción de censura contra el Senador McCarthy y el posterior ocaso de su figura política, el prestigio del HUAC comenzó a deteriorarse a finales de la década de 1950. Para 1959, el expresidente Harry S. Truman denunció al comité como "lo más antiestadounidense que hoy tenemos en el país".
En mayo de 1960, el comité realizó audiencias en San Francisco que condujeron al infame "disturbio" en el Ayuntamiento el 13 de ese mes, en el que la policía de San Francisco utilizó una manguera de bomberos para bajar de los escalones de la rotonda a estudiantes de las universidades de Berkeley, de Stanford y de otras localidades.[cita requerida]
Más adelante, produjo una película de propaganda anticomunista, titulada Operation Abolition, a partir de las citas de informes de la estación local de noticias, que se presentó en el país entre 1960 y 1961.
La autoridad del comité se vio afectada a medida que transcurrían los años 1960 y se convirtió en objeto de sátiras políticas y muestras de rebeldía por parte de la nueva generación de activistas. En 1967, el HUAC citó a Jerry Rubin y a Abbie Hoffman, fundadores del Partido Internacional de la Juventud, y en 1968 como consecuencia de los hechos producidos durante la Convención Nacional Demócrata de dicho año. Los miembros de este partido, conocidos como Yippies, aprovecharon la atención mediática para burlarse de los procedimientos. Hoffman se presentó disfrazado de Papá Noel, y Rubin apareció como un soldado de la Guerra de Independencia de los Estados Unidos y repartió copias de la Declaración de Independencia de los Estados Unidos. Luego "hizo globos gigantes con goma de mascar mientras los otros testigos provocaban al comité saludos nazis."
En otra ocasión, la policía detuvo a Hoffman en la entrada del edificio y lo arrestó por estar vestido con la bandera de Estados Unidos. Hoffman ironizó ante la prensa: "Lamento que solo tenga una camisa para dar por mi país", parafraseando las últimas palabras de Nathan Hale, héroe de la Guerra de Independencia de los Estados Unidos. Rubin, quien a su vez vestía la bandera de Viet Cong, gritó que la policía era comunista por no arrestarlo también a él.
Según The Harvard Crimson:

En la década de los años cincuenta, la sanción más efectiva era el miedo. Casi cualquier publicidad por parte de la HUAC significaba entrar en la “lista negra”. Sin la posibilidad de ser exonerado, un testigo muy pronto se encontraba sin amigos y desempleado. Pero no es fácil ver cómo en 1969  pertenecer a la lista negra de la HUAC podría  asustar a un activista de la agrupación Estudiantes por una Sociedad Democrática (Students for a Democratic Society o SDS). Testigos como Jerry Rubin se jactan abiertamente su desprecio por las instituciones estadounidenses. Abbie Hoffman y sus amigos no se habrían escandalizado porque uno de ellos fuera citado por la HUAC.

## Miembros relevantes
En sus distintas fases, el comité fue presidido por:
- John W. McCormack, presidente 1934-1937 (Special Committee on Un-American Activities)
  - Samuel Dickstein, vicepresidente 1934-1937 (Special Committee on Un-American Activities)
- Martin Dies Jr., 1938–1944 (Special Investigation Committee)
  - Samuel Dickstein, vicepresidente 1938-1944 (Special Investigation Committee)
- Edward J. Hart, presidente 1945-1946 (House Committee on Un-American Activities)
- John Parnell Thomas, presidente 1947–1948 (House Committee on Un-American Activities)
- John Stephens Wood, presidente 1949–1953 (House Committee on Un-American Activities)
- Harold Himmel Velde, presidente 1953–1955 (House Committee on Un-American Activities)
- Francis Walter, presidente 1955–1965 (House Committee on Un-American Activities)
- Edwin Edward Willis, presidente 1965–1969 (House Committee on Un-American Activities)
- Richard Howard Ichord Jr., presidente 1969–1975 (House Committee on Internal Security)

También fueron miembros:
- Richard Nixon
- Gordon H. Scherer
- Karl Earl Mundt
- Felix Edward Hébert
- John Elliott Rankin
- Richard B. Vail

### Testigos
- Manning Johnson
- Kenneth Goff

## Cultura popular
La película de 2015 Trumbo sobre la vida del guionista Dalton Trumbo retrata la persecución que ejerció el comité durante esos años.
El álbum Un-American Activities de Molly Nilsson del año 2024 toma el título del comité.

### En inglés
- Los Laboratorios Nacionales y la Comisión de Energía Atómica en la Temprana Guerra Fría
- Contrainteligencia Política. Subversive Activities Control Board (SACB) ('Plantilla de Control de Actividades Subversivas')
- "FDR Tipped Pro-Soviet Hand Early", David Martin en la relación Dies-Roosevelt.
- La revista Time sobre el filme Operation Abolition Archivado el 5 de febrero de 2008 en Wayback Machine.
- Bogart, Humphrey. "I'm no communist". Photoplay Magazine, marzo de 1948 Archivado el 12 de agosto de 2011 en Wayback Machine.

- Datos: Q945795